# Favonigobius
Favonigobius es un género de peces de la familia de los Gobiidae en el orden de los perciformes.

## Descripción
Abertura branquial que se extiende por debajo del medio opérculo, escamas ctenoides (no en el opérculo ni preopérculo), aletas pélvicas en forma de disco, poros cefálicos Tipo A, patrón de papilas longitudinal y lengua truncada.

## Especies
- Favonigobius aliciae (Herre, 1936)
- Favonigobius exquisitus (Whitley, 1950)
- Favonigobius gymnauchen (Bleeker, 1860)
- Favonigobius lateralis (Macleay, 1881)
- Favonigobius lentiginosus (Richardson, 1844)
- Favonigobius melanobranchus (Fowler, 1934)
- Favonigobius opalescens (Herre, 1936)
- Favonigobius punctatus (Gill & Miller, 1990)
- Favonigobius reichei (Bleeker, 1853)